# 565 هـ
565 هـ هي سنة في التقويم الهجري امتدت مقابلةً في التقويم الميلادي بين سنتي 1169 و1170.

## مواليد
- أبو الربيع الكلاعي
- الدخوار

## وفيات
- قطب الدين زنكي
- أبو حامد الغرناطي، رحالة وكاتب أندلسي ولد في غرناطة.